# Arthur B. Rubinstein
Arthur B. Rubinstein (Brooklyn, 31 marzo 1938 – 23 aprile 2018) è stato un compositore e direttore d'orchestra statunitense.
Ha composto musiche per film, serie televisive e documentari, tra cui: Tuono blu, Wargames - Giochi di guerra e Top Secret.

## Filmografia parziale

### Cinema
- Di chi è la mia vita? (Whose Life Is It Anyway?), regia di John Badham (1981)
- La truffa (Fake-Out), regia di Matt Cimber (1982)
- Tuono blu (Blue Thunder), regia di John Badham (1983)
- Wargames - Giochi di guerra (WarGames), regia di John Badham (1983)
- L'affare del secolo (Deal of the Century), regia di William Friedkin (1983)
- Pubblicitario offresi (Lost in America), regia di Albert Brooks (1985)
- Tempi migliori (The Best of Times), regia di Roger Spottiswoode (1986)
- Sorveglianza... speciale (Stakeout), regia di John Badham (1987)
- Rem 1 Experiment (I.F.O. - Identified Flying Object), regia di Ulli Lommel (1987)
- Insieme per forza (The Hard Way), regia di John Badham (1991)
- Occhio al testimone (Another Stakeout), regia di John Badham (1993)
- Minuti contati (Nick of Time), regia di John Badham (1995)

### Televisione
- Great Performances – Programma televisivo, 2 episodi (1974-1975)
- Love Boat (The Love Boat) – serie TV, 2 episodi (1977-1978)
- Angeli volanti (Flying High) – serie TV, 5 episodi (1978-1979)
- You Can't Take It with You, regia di Paul Bogart – film TV (1979)
- La Fenice (The Phoenix) – serie TV (1981-1982)
- L'uomo di Singapore (Bring 'Em Back Alive) – serie TV, 16 episodi (1982-1983)
- Top Secret (Scarecrow and Mrs. King) – serie TV, 61 episodi (1983-1986)
- Storie incredibili (Amazing Stories) – serie TV, 1 episodio (1985)
- Troppo forte! (Sledge Hammer!) – serie TV, 1 episodio (1986)
- Il mago (The Wizard) – serie TV, 19 episodi (1986-1987)
- I favolosi Tiny (Tiny Toon Adventures) – serie TV d'animazione, 3 episodi (1990)
- I Simpson (The Simpsons) – serie TV d'animazione, 2 episodi (1990)

## Premi
- Primetime Emmy Awards - vinto nel 1986 per Top Secret.[4]
- BMI Film & TV Award - vinto nel 1988 per Sorveglianza... speciale.